# بژژنکی ستاره
بژژنکی ستاره (به لهستانی:  Brzezinki Stare) یک روستا در لهستان است که در گمینا تچوو واقع شده‌است.